# What Lies Behind (album)
What Lies Behind est le titre du premier album du groupe de rock suisse Dirty Sound Magnet publié le 1er octobre 2012 sous le label Phenix Records. Cet album comprend 9 titres.

## Titres de l'album
1. Blind Memory - 3 min 45 s
2. Heavy Hours - 4 min 54 s
3. Mike's Awakening - 3 min 42 s
4. Mr Robert - 3 min 22 s
5. What Lies Behind - 4 min 19 s
6. Dead End Street - 5 min 52 s
7. Hotel Goomba - 4 min 03 s
8. Our Animal - 5 min 09 s
9. Free Castle Town - 7 min 10 s